# 錫安 (阿拉巴馬州)
錫安（英語：Zion）是一個位於美國阿拉巴馬州皮肯斯縣的非建制地區。該地的面積和人口皆未知。

## 地理
錫安的座標為33°25′16″N 87°52′31″W / 33.42111°N 87.87528°W，而該地的平均海拔高度為135米（即443英尺）。